# تارا آغداشلو
تارا آغداشلو (زادهٔ ۱۵ دی ۱۳۶۶) فیلمساز، شاعر، کارگردان، مستندساز، برنامه‌ساز و خبرنگار آزاد ایرانی مقیم لندن است.
تارا فرزند آیدین آغداشلو نقاش و گرافیست و فیلمساز ایرانی است. او نخستین کتاب شعر خود را با نام این یک انار نیست منتشر کرده‌است. هم‌اکنون تمرکز فعالیت او روی فیلمسازی است.

## زندگینامه
در تهران، از فیروزه «فی» اطهاری و آیدین آغداشلو نقاش به دنیا آمد.  هنگامی که  در دبیرستان بود، خانواده اش به تورنتو، کانادا نقل مکان کردند.  لیسانس روزنامه نگاری خود را در دانشگاه رایرسون با تمرکز بر روزنامه نگاری و علوم سیاسی و کارشناسی ارشد خود را از دانشکده مطالعات شرقی و آفریقایی دانشگاه لندن در رسانه های جهانی و ارتباطات پسا ملی به پایان رساند.

## حرفه
در سال ۲۰۱۱ تارا همه شعرهای آلبوم آوای گرگ‌ها از کینگ رام را سرود. ترانه شکارچی که باعث شناخته شدن کینگ رام شد با شعری آغاز می‌شد که تارا در ۱۵ سالگی نوشته بود.
تارا آغداشلو در زمینهٔ مد فعال است و گاه به عنوان مدل نیز با هنرمندان همکاری داشته‌است. شبکه رادیویی و تلویزیونی آمریکایی، پی‌بی‌اس در سال ۲۰۱۰ در کنار برخی از خوش‌پوشان ایرانی، او را به عنوان یکی از خوش‌پوش‌ترین ایرانیان در فهرست خود برگزید.
او همکاری‌هایی با بی‌بی‌سی فارسی به عنوان گزارشگر نیز داشته‌است.

## فیلمها
| 2024        | Empty Your Pockets               | Short film        | Writer & director                          | Premiered at the Oscar and BAFTA Qualifying BlackStar Film Festival in August of 2024. |
| 2023        | Bridge                           | Short film        | Director                                   | Short film adaptation of an award winning poem by Gemma Barnett who also stars in it. Nominated for Best UK Short (Unrestricted Festival), Best Drama (Southport Festival), Best Cinematography (Mansfield Festival), and Best Original Score (Mansfield Festival). |
| 2022        | The Ride                         | Short film        | Writer & director                          | Debut short film premiered at the Oscar Qualifying Cinequest Festival. Supported by Canada Council of the Arts, BFI Network, and Toronto Arts Council. |
| 2020        | Eternal Entanglement             | Experimental film | Director, writer, editor                   | Winner for Best Director at Roma Short Film Festival, and Best Experimental film at the Japan International Film Festival. |
| 2020        | Chiaroscuro: Capturing My Father | Documentary film  | Writer, director, producer, cast (as self) | Documentary about her father, Aydin Aghdashloo and their relationship. |
| 2016        | Value of Contemporary Art        | Documentary film  | Director, cast (as self)                   | |
| 2016        | Welcome to My Life               | Documentary       | Writer, director, producer                 | |
| 2016        | Riksdag (Daastane Chand Irani)   | TV Documentary    | Writer, director, producer, presenter      | An in-depth look at the parliamentary democracy in Sweden. |
| 2015        | Youth in Canada                  | Documentary       | Writer, producer, presenter                | Examining how Canada has become one of the leading places for the success and growth of its young population. |
| 2015        | Ticket (Bilit)                   | TV Mini Series    | Writer, producer, presenter                | Mini docu-series on the life of Iranian immigrants in four different countries around the world. |
| 2013 - 2014 | City Map (Naghshe-Shahr)         | Docu-series       | Writer, producer, presenter                | Series on contemporary art and culture in Europe. |
| 2013-2014   | Samte-No                         | Talk Show         | Creative producer, presenter               | One of the founding producers on the controversial all-women talk show discussing current affairs and women's issues for a Persian language audience. |